# ランドン・ドノバン
ランドン・ドノヴァン（Landon Timothy Donovan, 1982年3月4日 - ）は、アメリカ合衆国カリフォルニア州出身の元サッカー選手、サッカー指導者。現役時代のポジションはMF、FW。元アメリカ代表であり、同代表の歴代最多得点記録、歴代最多アシスト記録保持者である。

## クラブ経歴
国際大会での活躍がスカウトの目に止まり、1999年にドイツのバイエル・レバークーゼンと6年契約を結ぶ。しかし、ドイツの環境になじめず、ホームシックを理由にアメリカに帰国。2001年にMLSのサンノゼ・アースクエイクスにレンタル移籍すると、本来の持ち味を生かし主力として活躍し、2001年のチームのMLS制覇に貢献した。このシーズンのオールスターゲームでは僅か18分でハットトリックを達成し、さらにもう1ゴールで計4ゴールを決めMVPに選出された。2003年と2004年には2年連続でUSサッカーアスリートオブザイヤーを受賞した。
2005年1月、レバークーゼンに復帰し、ブンデスリーガデビューを果たすも、7試合に出場したのみで米国復帰を選択。シーズン開幕直前にロサンゼルス・ギャラクシーへの移籍が成立した。
2009年1月からMLSの開幕までという条件でバイエルン・ミュンヘンへレンタル移籍し、リーグ戦5試合に出場。2010年1月にはプレミアリーグのエヴァートンへ期限付き移籍をした。ここでは13試合に出場して2得点を記録、1月にはクラブの月間最優秀選手に選ばれるなど活躍した。エヴァートンはレンタルの継続を望んだが、シーズン開幕を前にしたLAギャラクシーは拒否した。2012年1月にもエヴァートンにレンタル移籍した。
2014年8月7日、2014年内での現役引退を発表した。
2016年9月8日、LAギャラクシーは、ドノバンが現役に復帰し今シーズンの残りの期間をプレーすることを発表した。ドノバンはその期間の6試合とプレーオフ3試合に全て出場した後、二度目の現役引退をした。
2018年1月12日、リーガMXのクルブ・レオンと契約し、2度目の現役復帰を果たした。同年7月に三度目の現役引退をした。
2019年1月23日、インドアサッカーのプロリーグであるアメリカ・メジャーアリーナサッカーリーグ(MASL)のサンディエゴ・ソッカーズに加入すると発表され、3度目の現役復帰となった。同年に四度目の現役引退をした。

## 代表経歴
1999年のFIFA U-17世界選手権ニュージーランド大会でMVPを獲得するなど、世代別代表でプレー。2000年のシドニー五輪ではチームの中心として活躍するも、4位となりメダルを逃す。
2000年10月25日のメキシコとの親善試合でアメリカA代表デビューし、この試合で代表初ゴールを記録。2002年の日韓W杯では全5試合に出場、2得点を挙げてチームのベスト8入りに貢献した。この活躍で弱冠20歳でアメリカ最優秀選手にも選ばれている。
2006年にはアメリカ代表として26個目のアシストを決め、コビ・ジョーンズの記録を塗り替えた。また、2002年、2005年、2007年のゴールドカップ優勝、2009年のコンフェデレーションズカップ準優勝に大きく貢献する。
2010年南アフリカW杯でもチームの中心選手として活躍し、グループステージのスロベニア戦では2点差から詰め寄るゴール。グループステージ最終戦のアルジェリア戦では試合終了間際のロスタイムに劇的な先制ゴールを決め、グループステージ敗退の危機からグループリーグ1位突破に導き、実況アナウンサーは「アメリカン・ヒーロー！！！」と叫んだ。その後は決勝トーナメント1回戦のガーナ戦でも同点のPKを決め大会通算3得点目を挙げたが、チームは延長戦の末に敗北した。
アメリカ代表として長年主力として活躍し発表前の合宿にも招集されていたが2014年ブラジルW杯ではユルゲン・クリンスマン監督により本大会メンバーから外された。その後不満のコメントを公表した。これに対し、クリンスマンの息子ジョナサン・クリンスマンが、自身のツイッターで父の判断を支持した上で、ドノバンを小馬鹿にするような書き込みをしたことで大騒動になった。その後、2016年の代表引退試合の際に、クリンスマンが代表を外した事と息子の愚行を謝罪することになった。

## 人物
アメリカ代表歴代最多得点記録、歴代最多アシスト記録保持者であるアメリカの英雄で国民からは「アメリカンヒーロー」と敬われている。
50mを5秒80で走る俊足の持ち主。父親はカナダ出身でアイスホッケーのセミプロ選手であった。

## 代表歴

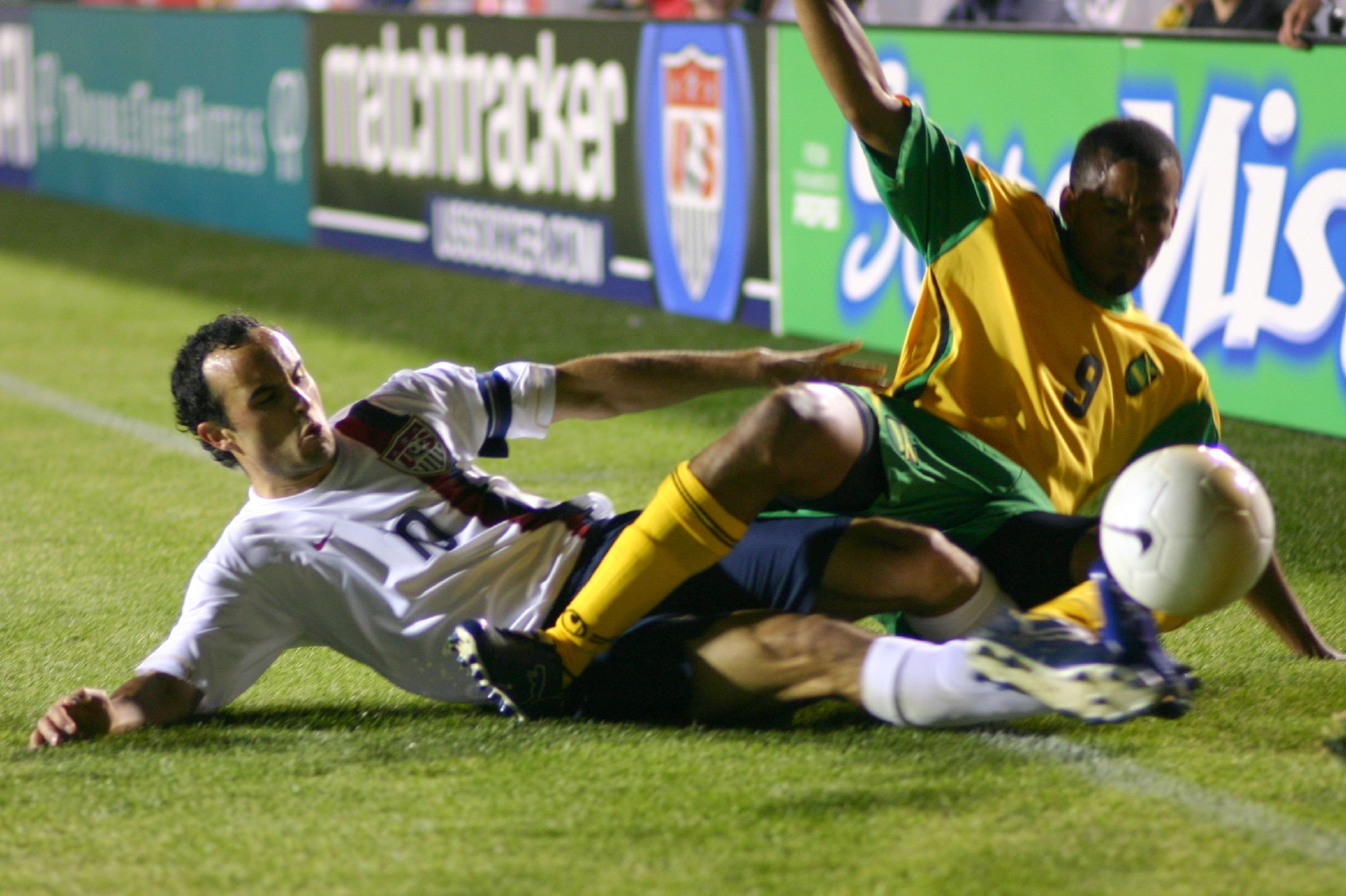
アメリカ代表でのドノバン

### 出場大会
- 2000年 - シドニーオリンピック・サッカー (4位)
- 2002年 - FIFAワールドカップ 日韓大会 (ベスト8)
- 2002年 - 2002 CONCACAFゴールドカップ (優勝)
- 2003年 - FIFAコンフェデレーションズカップ2003 (グループリーグ敗退)
- 2003年 - 2003 CONCACAFゴールドカップ (3位)
- 2005年 - 2005 CONCACAFゴールドカップ (優勝)
- 2006年 - FIFAワールドカップ ドイツ大会 (グループリーグ敗退)
- 2007年 - 2007 CONCACAFゴールドカップ (優勝)
- 2009年 - FIFAコンフェデレーションズカップ2009 (準優勝)
- 2010年 - FIFAワールドカップ 南アフリカ大会 (ベスト16)
- 2011年 - 2011 CONCACAFゴールドカップ (準優勝)
- 2013年 - 2013 CONCACAFゴールドカップ (優勝)

### 試合数
- 国際Aマッチ 157試合 57得点（2000年-2014年）[6]

| アメリカ代表 | 国際Aマッチ | 国際Aマッチ |
| 年           | 出場        | 得点        |
| ------------ | ----------- | ----------- |
| 2000         | 1           | 1           |
| 2001         | 8           | 0           |
| 2002         | 20          | 6           |
| 2003         | 15          | 7           |
| 2004         | 14          | 5           |
| 2005         | 15          | 6           |
| 2006         | 11          | 0           |
| 2007         | 12          | 9           |
| 2008         | 9           | 3           |
| 2009         | 15          | 5           |
| 2010         | 8           | 3           |
| 2011         | 10          | 1           |
| 2012         | 6           | 3           |
| 2013         | 10          | 8           |
| 2014         | 3           | 0           |
| 通算         | 157         | 57          |

## 獲得タイトル

### クラブ
サンノゼ・アースクエイクス
- MLSカップ: 2001, 2003

ロサンゼルス・ギャラクシー
- MLSカップ: 2005, 2011, 2012, 2014
- サポーターズ・シールド: 2010, 2011
- USオープンカップ: 2005

### 代表
- CONCACAFゴールドカップ: 2002, 2005, 2007, 2013

### 個人
- 1999 FIFA U-17世界選手権 最優秀選手: 1999
- MLSオールスターゲームMVP: 2001, 2014
- FIFAワールドカップベストヤングプレイヤー: 2002
- MLSベストイレブン: 2003, 2008, 2009, 2010, 2011, 2012, 2014
- MLSカップMVP: 2003, 2011
- アメリカ年間最優秀選手: 2003, 2004, 2009, 2010
- CONCACAFゴールドカップ ベストイレブン: 2002, 2003, 2005, 2013
- CONCACAFゴールドカップ 得点王: 2003, 2005, 2013
- CONCACAFゴールドカップMVP: 2013
- MLS歴代ベストイレブン
- ホンダ・プレイヤー・オブ・ザ・イヤー: 2002, 2003, 2004, 2007, 2008, 2009, 2010
- MLS得点王: 2008
- MLS最優秀選手賞: 2009